# Josef Weiss (Zeitzeuge)
Der Kaufmann Josef „Jupp“ Weiss (geboren als Joseph W. am 16. Mai 1893 in Flamersheim; gestorben am 12. September 1976 in Jerusalem)  war von deren Beginn ein deutscher Zeitzeuge der NS-Judenverfolgung (Holocaust). Er wurde als KZ-Häftling 1944/45 vier Monate gezwungen als Funktionshäftling, als so genannter Judenältester, im „Sternlager“, einem Teilbereich des Konzentrationslagers Bergen-Belsen, Organisationsaufgaben für die KZ-Lagerverwaltung durchzuführen. Dabei setzte er sich oft erfolgreich für seine Mithäftlinge ein. Nach Kriegsende setzte er sich für die Bestrafung der Täter ein und für die Aufklärung der Bevölkerung über die Verbrechen während der NS-Judenverfolgung.

## Leben
Josef Weiss wurde standesamtlich registriert im ehemaligen Bürgermeisteramt Cuchenheim am 19. Mai 1893 als Joseph. Sein rheinischer Rufname war lebenslang „Jupp“. Er war das zweitjüngste von neun Kindern. Seine Vorfahren stammen aus Holland (Provinzen Limburg und Noord-Brabant), ließen sich dann zu Beginn des 18. Jahrhunderts in der Nähe der Eifel nieder. Er besuchte die Volksschule in Flamersheim und machte danach eine Lehre in Verbindung mit einer kaufmännischen Fachschule. Seine erste Anstellung fand er im Kölner Kaufhaus Michel & Co der Domstadt Köln, das den Brüdern seiner Mutter gehörte.
Es folgte eine sechsjährige Militärzeit. Im Ersten Weltkrieg zeichnete sich Josef Weiss als Frontkämpfer aus, war Feldwebel und erhielt das Eiserne Kreuz 2. Klasse (EK II).
Als Personalchef der Firma Michel und Verwaltungsspezialist befasste er sich später privat auch mit deutsch-jüdischer Literatur und wurde überzeugter Zionist. 1922 heiratete er die im Rheinland bekannte Opernsängerin Erna Falk (2. Juli 1893 in Krefeld – 6. Mai 1945 in Tröbitz).
1933 kam er in Haft und floh danach vor den Nationalsozialisten nach Aerdenhout in Holland, wo er Aktivitäten und Funktionen beim niederländischen Zionisten-Bund in Haarlem und Hilversum und einer Hilfsorganisation für deutsche Emigranten und jüdische Flüchtlinge übernahm und als aktiver Fluchthelfer wirkte.
Ab dem 29. Januar 1942 war er mit seiner Familie im „polizeilichen Durchgangslager Kamp Westerbork“ inhaftiert. Dort übernahm er freiwillig die Betreuung von etwa 150 emigrierten Jugendlichen und richtete eine Art Lagerschule für sie ein. Als Organisator jüdischer Angelegenheiten konnte Weiss bereits in Westerbork durch Fälschung von Listen und angebliche Kontakte zum Vatikan Menschenleben retten.
Zuerst war er zurückgestellt auf der „Zweitausendliste“, dann erfolgte am 10./11. Januar 1944 seine Überführung als „wirtschaftlich wertvoller Jude“ mit einem Zionistentransport in das „Aufenthalts“- bzw. „Austauschlager“ Bergen-Belsen. Er stand jedoch nicht auf der „Palästinaliste“.
Weiss war zuerst zweiter Stellvertreter des korrupten griechischen Judenältesten Albala, dann ab 23. Dezember in dessen Funktion im Sternlager von Bergen-Belsen und war gleichzeitig Verantwortlicher für die interne Lagerverwaltung. Das vorliegende Archivmaterial in den Niederlanden, Deutschland und Israel weist ihn als unumstrittene Persönlichkeit aus.
Die australische Schriftstellerin Hetty E. Verolme charakterisierte „Jupp“ Weiss als „Rock of Gibraltar“, da er sich für die terrorisierten Juden im „Sternlager“ engagiert einsetzte. „Er unternahm vieles, ohne jedoch dabei waghalsig zu werden“ (Eli Dasberg). Professor Eberhard Kolb bestätigt: „Er hat sich um die Insassen des Sternlagers außerordentlich verdient gemacht.“ Berühmt wurde der Bericht von Jupp Weiss über die „Seder-Feier 1945 im Kinderhaus von Bergen-Belsen“, sprich damals in einer KZ-Baracke, der später in mehrere Sprachen übersetzt wurde. Das ist die Feier am Vorabend von Pessach. In ihr wird im Kreis der Familie (oder der Gemeinde) mit einem Festessen des Auszugs aus Ägypten gedacht.
Mit einem als Verlorenen Zug bekannt gewordenen Häftlingstransport verließ Josef Weiss im April 1945 zusammen mit seiner Frau Erna und etwa 2400 weiteren Menschen Bergen-Belsen mit dem Ziel Theresienstadt im deutschen Protektorat Böhmen und Mähren. Nach einer fast zwei Wochen dauernden Irrfahrt durch noch unbesetzte Teile Deutschlands hielt dieser Zug schließlich nahe der brandenburgischen Gemeinde Tröbitz, wo er am 23. April 1945 von der Roten Armee befreit wurde. Einer Typhus-Epidemie, die nach der Befreiung des Zuges unter den einstigen Insassen des Zuges in Tröbitz grassierte und über 300 Menschenleben kostete, fiel auch Erna Weiss zum Opfer. Auf Initiative von Josef Weiss wurden an verschiedenen Stationen des Verlorenen Zugs verscharrte Leichname im Jahr 1960 exhumiert. In Wichmannsburg, einem Ortsteil der Gemeinde Bienenbüttel im Landkreis Uelzen, konnten durch Weiss’ Hilfe die Überreste von elf Toten geborgen werden. Drei Tote wurden anschließend in die Niederlande überführt. Die restlichen acht Toten wurden auf der Wichmannsburger Kriegsgräberstätte auf dem Friedhof der St.-Georgs-Kirche bestattet.
Auch nach seiner Befreiung war Josef Weiss weiterhin engagiert in Rettungsmaßnahmen. Als ehemaliger „Judenältester von Bergen-Belsen“ war er nach dem Zweiten Weltkrieg ein allseits akzeptierter und anerkannter jüdischer Zeitzeuge.